# Nakajima Ki-87
O Nakajima Ki-87 foi um caça-interceptador experimental de grandes altitudes desenvolvido pelo Império Japonês para interceptar bombardeiros Boeing B-29 no pacífico durante a Segunda Guerra Mundial, que estavam causando diversos raides aéreos. Era monomotor de asa-baixa com trem de pouso convencional. A empresa Nakajima Aircraft Company foi responsável por sua construção, porém ele veio muito tarde para causar grande impacto, tanto que não passou da condição de protótipo. A força armada que iria utilizá-lo era o Exército Imperial Japonês. O motor havia apresentado alguns problemas. Esperava-se que 500 desses fossem construídos, mas a guerra havia acabado antes do esperado e, apenas um único protótipo que realizou apenas cinco testes completos havia sido construído, voando pela primeira vez em Abril de 1945.

## Especificações

### Estética
- Tripulação: 1
- Comprimento: 11,71 metros
- Envergadura: 13,42 metros
- Altura: 4,31 metros
- Área da asa: 26,01 m²
- Peso vazio: 4.338 kg
- Peso carregado: 5.633 kg
- Peso máximo de decolagem: 6.102 kg
- Motor: Um Mitsubishi Ha.215 de dezoito cilindros de 1.789 kW de motor radial (2.400 HP)

### Performance
- Velocidade máxima: 697 km/h
- Velocidade cruzeiro: 470 km/h
- Teto de serviço: 12.855 metros

### Armamento
- 2 canhões Ho-105 de 30mm
- 2 canhões Ho-5 de 20mm

### Aeronaves Semelhantes
- Ta-152 Langnase (Focke-Wulf )
- P-47 Thunderbolt (Republic Aviation Company)
- Ki-94II (Tachikawa Aircraft Company Ltd)
- Nakajima Ki-84 (Nakajima Aircraft Company)